# Зембиці (ґміна)
Гміна Зембіце (пол. Gmina Ziębice) — місько-сільська гміна в південно-західній Польщі. Належить до Зомбковицького повіту Нижньосілезького воєводства.
Станом на 31 грудня 2011 у ґміні проживало 18211 осіб.

## Площа
Згідно з даними за 2007 рік площа ґміни становила 222,24 км², у тому числі:
- орні землі: 78.00%
- ліси: 12.00%

Таким чином, площа ґміни становить 27,72% площі повіту.

## Населення
Станом на 31 грудня 2011:
| Опис     | Загалом | Загалом | Чоловіки | Чоловіки | Жінки | Жінки |
| -------- | ------- | ------- | -------- | -------- | ----- | ----- |
| одиниця  | осіб    | %       | осіб     | %        | осіб  | %     |
| все      | 18211   | 100     | 8909     | 48.92    | 9302  | 51.08 |
| міське   | 9285    | 100     | 4436     | 47.78    | 4849  | 52.22 |
| сільське | 8926    | 100     | 4473     | 50.11    | 4453  | 49.89 |

## Сусідні ґміни
Ґміна Зембиці межує з такими ґмінами: Цепловоди, Каменець-Зомбковицький, Каменник, Отмухув, Пачкув, Пшеворно, Стшелін, Зомбковиці-Шльонські.